# Женски поглед
Женски поглед (на испански: Mirada de mujer) е мексиканска теленовела, режисирана от Антонио Серано Аргуейес и продуцирана от Аргос Телевисион за ТВ Ацтека през 1997 – 1998 г. Теленовелата е версия на колумбийската теленовела Госпожа Исабел, създадена от Бернардо Ромеро Перейро и Моника Агудело, като Ромеро Перейро я адаптира в сътрудничество с Химена Ромеро за мексиканската публика, нарушавайки схемата на традиционния жанр, като достига най-високите зрителски рейтинги за зараждащата се „втора по гледаемост телевизия в Мексико“.
В главните роли са Анхелика Арагон и Ари Телч, в отрицателните – Фернандо Лухан и Марта Мариана Кастро.

## Сюжет
Мария Инес Домингес е 50-годишна домакиня, която се грижи за съпруга си Игнасио Сан Милян и трите им деца – Адриана, Андрес и Моника. Но за разлика от други домакини, Мария Инес не е доволна от това, което прави. Тя иска да осъществи мечтите и целите си, които е изоставила отдавна или все още не е постигнала, но крие това от семейството си, за да избегне проблеми.
След 27 години брак Игнасио среща Даниела Лопес, жена, която се появява от нищото, в която той се влюбва. По-късно Игнасио осъзнава, че бракът му с Мария Инес вече не си струва, така че той решава да я напусне, причинявайки нестабилност в семейния живот и благополучие, тъй като дъщерите му смятат, че Мария Инес е виновна, че баща им ги е изоставил. Майката на Мария Инес, доня Елена, изисква тя да се върне при Игнасио, за да спаси семейството и брака си. Единствената подкрепа и съюзници, които Мария Инес има, са нейният син Андрес, нейните приятелки Паулина и Росарио, както и сестра ѝ Консуело.
Нейното нещастие приключва, когато среща Алехандро Салас, писател и журналист, шестнадесет години по-млад от нея, който е разведен и има син, Алекс. Алехандро не вижда Мария Инес като майка, а като жена, нещо, което Мария Инес вече е забравила. Тя намира голяма подкрепа, но за тях има нещо повече от това. Тъй като има химия, те се чувстват влюбени, така че за да повярва отново в любовта и да намери себе си, Мария Инес трябва да има различна гледна точка за жените от тези около нея, за да осъществи целите си.

## Актьори
- Анхелика Арагон – Мария Инес Домингес Саенс
- Ари Телч – Алехандро Салас
- Фернандо Лухан – Игнасио Сан Милян
- Маргарита Гралия – Паулина Серасин
- Еванхелина Елисондо – Елена Саенс вдовица де Домингес
- Вероника Ланхер – Росарио
- Мария Рене Пруденсио – Адриана Сан Милян Домингес
- Барбара Мори – Моника Сан Милян Домингес
- Плутарко Аса – Андрес Сан Милян Домингес
- Олмо Араиса – Алекс Салас
- Алваро Карканьо-мл. – Николас Наваро
- Рене Гатика – Франсиско
- Кармен Мадрид – Марсела Миранда
- Карлос Торес Ториха – Маркос
- Палома Улрич – Консуело Домингес Саенс
- Марта Мариана Кастро – Даниела Лопес
- Мурие Фуйла – Ивана
- Алма Роса Аньорве – Глория
- Виктор Гонсалес – Фернандо
- Гуадалупе Ноел – Доня Фелиса
- Дора Монтеро – Елвира
- Мариана Пенялва – Андреа
- Енрике Синхер – Енрике
- Ана Грам – Марина

## Премиера
Премиерата на Женски поглед е на 28 юли 1997 по телевизионния канал Ацтека Тресе. Последният 195. епизод е излъчен на 24 април 1998 г.

## Награди и номинации
| Година | Церемония            | Категория                       | Номинация                  | Резултат   |
| ------ | -------------------- | ------------------------------- | -------------------------- | ---------- |
| 1998   | Ти Ви и Новелас      | Най-добра теленовела            | Карлос Паян Епименио Ибара | Номинирани |
| 1998   | Ти Ви и Новелас      | Най-добра актриса в главна роля | Анхелика Арагон            | Печели     |
| 1998   | Ти Ви и Новелас      | Най-добър актьор в главна роля  | Ари Телч                   | Номиниран  |
| 1998   | Ти Ви и Новелас      | Най-добро женско откритие       | Барбара Мори               | Печели     |
| 1998   | Вестникът на Мексико | Най-добра теленовела            | Карлос Паян Епименио Ибара | Печелят    |
| 1998   | Вестникът на Мексико | Най-добър млад актьор           | Плутарко Аса               | Печели     |
| 1999   | ACE                  | Най-добра актриса               | Анхелика Арагон            | Печели     |
| 1999   | ACE                  | Най-добър актьор                | Плутарко Аса               | Печели     |

## Версии
- Госпожа Исабел, оригинална история, колумбийска теленовела от 1993 г., продуцирана от Лис Ямаюса, с участието на Джуди Енрикес, Алваро Руис и Луис Меса.
- Никога не казвай сбогом, португалска теленовела от 2001 – 2002 г., с участието на Лидия Франко, Тосе Мартиньо и Нуно Омем де Са.
- Виктория, колумбийска теленовела от 2007 г., продуцирана от Уго Леон Ферер за Телемундо, с участието на Виктория Руфо, Маурисио Очман и Артуро Пениче.
- Ако ни оставят, мексиканска теленовела от 2021 г., продуцирана от W Studios за Телевиса, с участието на Майрин Вилянуева, Маркус Орнелас и Алексис Аяла.
- Ана на никого, колумбийска теленовела от 2023 г., продуцирана от Ере Се Ене Телевисион, с участието на Паола Турбай, Себастиан Карвахал и Хорхе Енрике Абело.
- Със същия поглед, мексиканска теленовела от 2025 г., продуцирана от Аргос Телевисион за ТелевисаУнивисион, с участието на Анхелика Ривера, Диего Клейн и Иван Санчес.